# Henry Pernía
Henry Alcídes Pernía Almao (Turén, 9 novembre 1990) è un calciatore venezuelano, difensore dello Zamora FC.

## Carriera

### Club
Ha giocato nella massima serie venezuelana ed in quella colombiana.

### Nazionale
Con l'Under-20 ha preso parte al Mondiale di categoria nel 2009.
Tra il 2009 e il 2010 ha giocato 7 partite con la nazionale maggiore.

## Palmarès

### Club

#### Competizioni nazionali
- Copa Venezuela: 1

Deportivo Anzoátegui: 2012